# Tim Schlüter
Tim Schlüter (* 20. März 1970 in Berge) ist ein deutscher Moderator, Autor und Unternehmer.

## Leben und Arbeit
Schlüter studierte in Osnabrück und London, bevor er ein Volontariat bei einem privaten Radiosender in Bremen begann.
Von 2000 bis 2002 war er Nachrichtenredakteur bei radio ffn, ab 2001 präsentierte er zudem Nachrichten für Euronews und für das WDR-Regionalfernsehen. Ab 2002 war Schlüter Reporter für die Regionalmagazine des NDR-Fernsehens, sowie für die Tagesschau und die Tagesthemen. Von 2005 bis 2012 war er Mitglied des Moderationsteams der Regionalsendungen Niedersachsen 18.00 und Hallo Niedersachsen.
Seit 2015 betreibt Schlüter das Unternehmen VoxR in Hannover.

## Auszeichnungen
- 2015: Gründerpreis, hannoverimpuls GmbH, Hannover[3]

## Werke
- Tim Schlüter, Michael Münz: 30 Minuten Twitter, Facebook, XING & Co. Gabal Verlag, 2012, ISBN 978-3-86936-374-5.[4]